# Polioptila attenboroughi
Polioptila attenboroughi (лат.) — вид птиц из семейства комароловов. Описан в 2013 году и назван в честь известного натуралиста и телеведущего Дэвида Аттенборо (род. 1926). Многие учёные считают Polioptila attenboroughi не отдельным видом, но одним из подвидов Polioptila guianensis — Polioptila guianensis attenboroughi.

## Распространение
Эндемик дождевых лесов Бразильской Амазонии. Обитает в регионе к югу от реки Амазонки и к западу от Мадейры. Птицы живут в субтропических или тропических влажных равнинных лесах (в сельве).